# 함유일
함유일(咸有一, 1106년 ~ 1185년 12월 19일(음력 11월 26일))은 고려의 관리이다. 본관은 양근(楊根), 자는 형천이다.

## 생애
고려 개국공신 함규(規)의 5세손이며, 어려서 부모를 여의고 외삼촌 밑에서 컸다. 아버지 친구인 이준양의 도움으로 처음 관직생활을 시작했으며, 1135년 묘청의 난을 평정할 때 공이 있어 왕충의 추천으로 선군기사(選軍記事)가 되었다. 명종 때 병부낭중·공부상서 등을 지냈다. 일찍이 교로도감으로 있을 당시 서울에는 무당과 음사(귀신을 모시는 집)가 많 민심을 현혹시켰다. 그는 이 음사를 모두 불태워 버리고 무당들을 서울 밖으로 내쫓아 미신을 배척한 자로서 유명하였다. 또한 평생 베옷만을 입었으며 질그릇만을 쓰는 등 청빈하게 살았다.

## 가계
아들 순(淳)은 문장과 덕행이 뛰어나 강좌칠현(江左七賢)으로 알려졌다.

## 전기 자료
- 《고려사》 권99, 〈열전〉12, 함유일
- 〈고려국 공부상서 함공 묘표〉(김용선 엮고 우리말로 옮김, 《역주 고려 묘지명 집성 (상)》(개정중판), 한림대학교출판부, 2012)